# Illueca (Saragossa)
Illueca ist ein nordspanischer Ort und eine Gemeinde (municipio) mit 2.727 Einwohnern (Stand: 2024) im Westen der Provinz Saragossa in der Autonomen Region Aragonien. Der Ort gehört zur bevölkerungsarmen Serranía Celtibérica.

## Lage und Klima
Der Ort Illueca liegt auf einer Anhöhe oberhalb des Río Aranda etwa 86 km (Fahrtstrecke) westlich der Provinzhauptstadt Saragossa in einer Höhe von ca. 575 bis 600 m; die sehenswerte Stadt Calatayud befindet sich gut 40 km südlich. Das Klima ist gemäßigt bis warm; Regen (ca. 410 mm/Jahr) fällt mit Ausnahme der eher trockenen Sommermonate übers Jahr verteilt.

## Bevölkerungsentwicklung
| Jahr      | 1857  | 1900  | 1950  | 2000  | 2017  |
| Einwohner | 1.773 | 1.738 | 1.969 | 3.295 | 3.044 |

Die Mechanisierung der Landwirtschaft, die Aufgabe bäuerlicher Kleinbetriebe und der damit verbundene Verlust von Arbeitsplätzen führten in der zweiten Hälfte des 20. Jahrhunderts zu einem deutlichen Rückgang der Landbevölkerung; diese wanderte in die kleineren und größeren Städte ab (Landflucht).

## Wirtschaft
Jahrhundertelang lebten die Bewohner des Ortes direkt oder indirekt als Selbstversorger von der Landwirtschaft, zu der auch die Viehhaltung gehörte. Vom 17. bis zum 19. Jahrhundert spielten Webereien eine wichtige Rolle im Wirtschaftsleben; heute ist es die Schuhfabrikation. Außerdem werden Ferienwohnungen (casas rurales) vermietet.

## Geschichte
Keltiberische, römische und westgotische Siedlungsspuren wurden bislang nicht entdeckt. Im 8. Jahrhundert drangen arabisch-maurische Heere bis ins obere Ebro-Tal vor; in Illueca lebte eine große Zahl von Muslimen. Um das Jahr 1120 wurde die Gegend von Alfons I. von Aragón zurückerobert (reconquista). Später war sie zwischen den Königreichen Aragón und Kastilien umstritten. Der Territorialstreit mit Kastilien endete erst mit der Eheschließung der Katholischen Könige Isabella I. von Kastilien und Ferdinand II. von Aragón im Jahr 1469. In den Jahren 1609 bis 1615 wurden alle Morisken erneut aufgefordert, sich öffentlich zum Christentum zu bekennen oder auszuwandern.

## Sehenswürdigkeiten

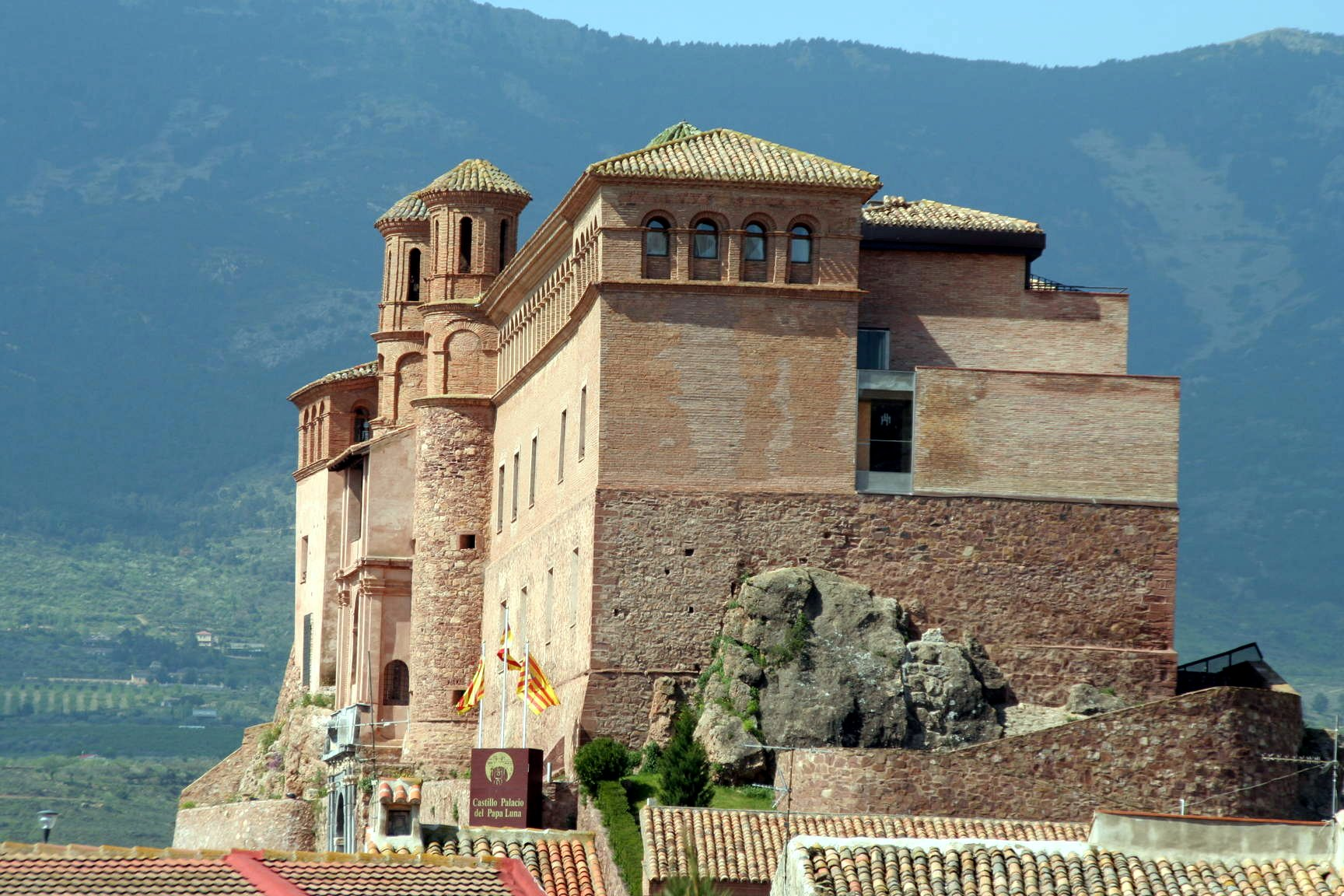
Illueca – Castillo-Palacio

- Der langgestreckte Castillo-Palacio del Papa Luna erhebt sich auf dem Burgberg und wurde im 16. und 17. Jahrhundert umgebaut. Große Teile dienen heute als Hotel.[6]
- Die einschiffige Pfarrkirche San Juan Bautista stammt aus dem 14. Jahrhundert; sie wurde im 17. Jahrhundert um eine kuppelbedeckte Vierung und eine Westapsis erweitert. Der gesamte Kirchenbau ist in Mudéjar-Manier aus Ziegelsteinen gemauert. Das vergoldete Altarretabel (retablo) ist ein Werk des Spätbarock (Churriguerismus) und enthält zwei Gemälde.[7][8]
- Die Ermita de San Ildefonso steht am Ortsrand.

## Persönlichkeiten
- Der Gegenpapst Benedikt XIII. (um 1340–1423) wurde in Illueca geboren; er starb in Peñiscola.